# アスコリピチェーノ
アスコリピチェーノ（欧字名:Ascoli Piceno、2021年2月24日 - ）は、日本の競走馬。主な勝ち鞍は2023年の阪神ジュベナイルフィリーズ、2025年のヴィクトリアマイル。
馬名の意味は、イタリアの都市名。2023年度のJRA賞最優秀2歳牝馬である。

## 経歴

### 2歳（2023年）

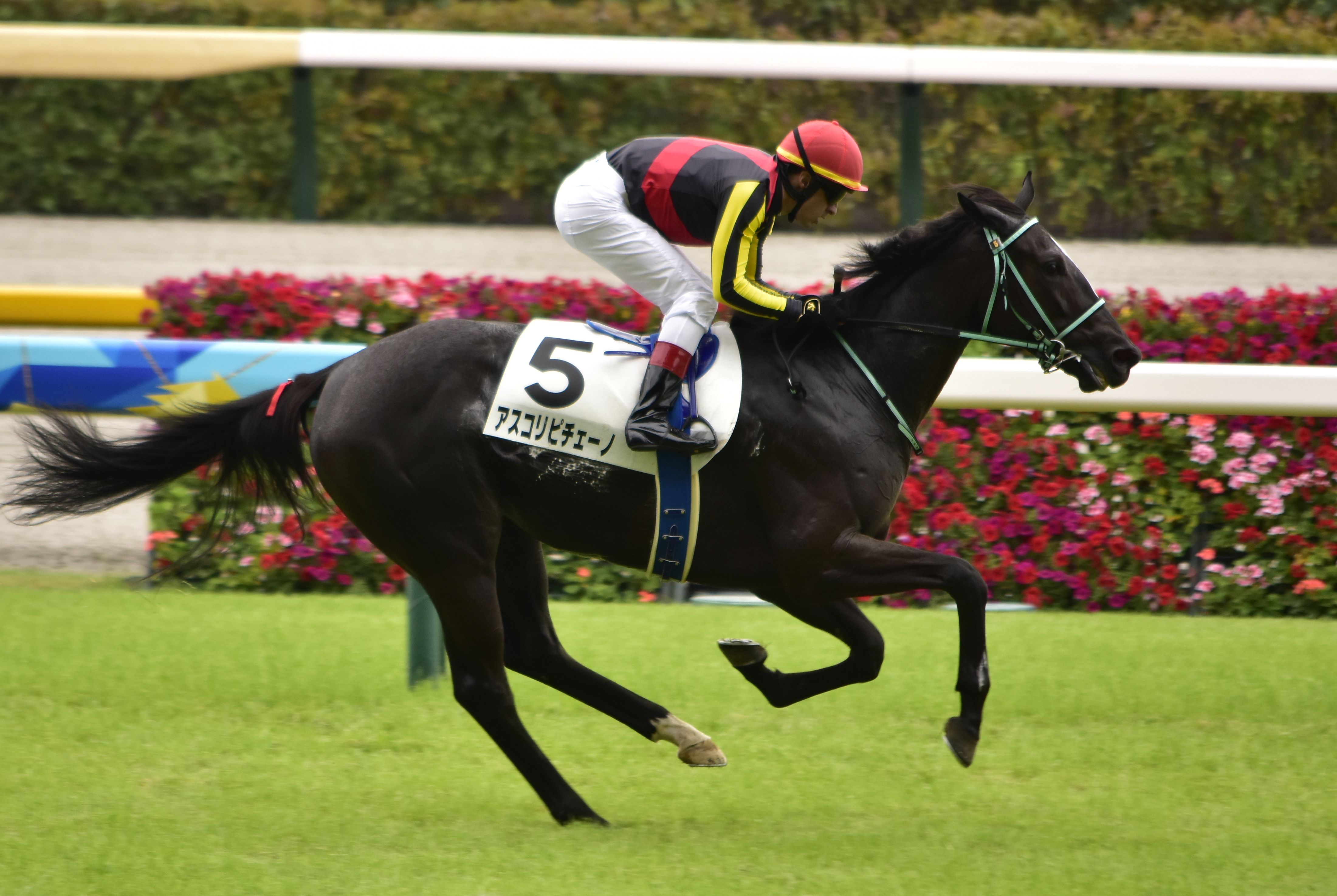
新馬戦出走時のアスコリピチェーノ

6月24日東京芝1400mの2歳新馬戦でクリストフ・ルメールを背にデビュー。道中は後方で追走し、最後の直線で外へ持ち出して先頭に立つと後続に2馬身半差をつけ快勝した。8月27日の新潟2歳ステークスでは中団で脚を溜め、最後の直線で鋭く脚を伸ばすと逃げ粘るショウナンマヌエラを1馬身差でかわし、デビュー2連勝で重賞初制覇を果たした。
続いて、初のGI挑戦として12月10日に阪神競馬場で開催された阪神ジュベナイルフィリーズに出走。道中は8番手につけ、直線で馬場の真ん中から馬群を抜け出し先頭へ。外のコラソンビート、内のステレンボッシュとの三つ巴の戦いをハナ差で制し、レースレコードを更新する勝ち時計1分32秒6でのGI初優勝を果たした。

### 3歳（2024年）
4月7日、クラシック1戦目の桜花賞より始動。道中は中団を追走し、ステレンボッシュに続いて直線へ。しかし最後まで差を詰めることができず、阪神JFで下した相手にリベンジされる形でキャリア初黒星の2着に惜敗した。5月5日のNHKマイルカップはヨレた他馬の影響でスペースがなくなり、再加速してジャンタルマンタルに迫ったものの、2馬身半差の2着に敗北した。なお、本馬の斜行によりキャプテンシーとボンドガールの進路が狭くなったとして、鞍上のクリストフ・ルメールには過怠金3万円が課された。
NHKマイルカップの後は4か月ほど休養し、初めての古馬との対戦となる京成杯オータムハンデキャップで復帰。道中は中団を追走し、スムーズなコーナリングで直線に向くと抜群の伸び脚を見せて、重賞3勝目を飾った。なお、3歳牝馬が同レースを制するのは、1985年のエルプス以来、39年ぶり。
11月2日、海外レース初挑戦となるゴールデンイーグルにジョアン・モレイラを鞍上に迎え出走。外目を付いて果敢に差し脚を伸ばすも、内伸びの馬場に苦しみ12着に終わり、前年のオオバンブルマイに続く連覇とはならなかった。

### 4歳（2025年）
日本時間2月23日、サウジカップデーの国際競走1351ターフスプリントに出走。道中3番手を進み、直線に差し掛かったところで馬群を抜け出して逃げ粘るウインマーベルをゴール寸前捉えて勝利。重賞4勝目及び日本馬のワンツーを飾った。
5月18日、NHKマイルカップ以来のGI挑戦となるヴィクトリアマイルに1番人気で出走。大外枠の17番ゲートに収まった。スタートで後手を踏み最後方からのレースとなったが、直線では抜群の末脚を発揮し、先んじて前を往くクイーンズウォークと馬場の真ん中から馬群を割って飛び込んできたシランケドとのゴール前の接戦を制しクビ差で1着。GI2勝目、重賞5勝目を獲得し、ルメールは11年連続でJRA主催GI競走勝利となった。

## 競走成績
以下の内容は、JBISサーチ、netkeiba.com、Racing Post、Racing Australiaおよびフランスギャロの情報に基づく。
| 競走日     | 競馬場     | 競走名             | 格   | 距離（馬場）   | 頭 数 | 枠 番 | 馬 番 | オッズ （人気） | 着順 | タイム （上り3F） | 着差  | 騎手        | 斤量 [kg] | 1着馬（2着馬）         | 馬体重 [kg] |
| ---------- | ---------- | ------------------ | ---- | -------------- | ----- | ----- | ----- | --------------- | ---- | ----------------- | ----- | ----------- | --------- | ---------------------- | ----------- |
| 2023.06.24 | 東京       | 2歳新馬            |      | 芝1400m（良）  | 16    | 3     | 5     | 001.70（1人）   | 01着 | R1:22.8（33.3）   | -0.4  | 0C.ルメール | 55        | （レッドセニョール）   | 464         |
| 0000.08.27 | 新潟       | 新潟2歳S           | GIII | 芝1600m（良）  | 12    | 8     | 12    | 003.70（1人）   | 01着 | R1:33.8（33.3）   | -0.2  | 0北村宏司   | 55        | （ショウナンマヌエラ） | 472         |
| 0000.12.10 | 阪神       | 阪神JF             | GI   | 芝1600m（良）  | 18    | 4     | 7     | 005.90（3人）   | 01着 | R1:32.6（33.7）   | -0.0  | 0北村宏司   | 55        | （ステレンボッシュ）   | 468         |
| 2024.04.07 | 阪神       | 桜花賞             | GI   | 芝1600m（良）  | 18    | 5     | 9     | 003.50（1人）   | 02着 | 01:32.3（33.5）   | -0.1  | 0北村宏司   | 55        | ステレンボッシュ       | 478         |
| 0000.05.05 | 東京       | NHKマイルC         | GI   | 芝1600m（良）  | 18    | 7     | 14    | 002.90（1人）   | 02着 | R1:32.8（34.2）   | -0.4  | 0C.ルメール | 55        | ジャンタルマンタル     | 480         |
| 0000.09.08 | 中山       | 京成杯AH           | GIII | 芝1600m（良）  | 16    | 5     | 10    | 001.50（1人）   | 01着 | R1:30.8（32.7）   | -0.2  | 0C.ルメール | 55.5      | （タイムトゥヘヴン）   | 480         |
| 0000.11.02 | ローズヒル | ゴールデンイーグル |      | 芝1500m（Gd4） | 20    | 17    | 19    | 002.10（1人）   | 12着 | R1:28.7           | -0.8  | 0J.モレイラ | 54.5      | Lake Forest            | 計不        |
| 2025.02.22 | KAA        | 1351ターフSP       | G2   | 芝1351m（Fs）  | 13    | 3     | 12    | 02.250（1人）   | 01着 | R1:17.88          | -0.05 | 0C.ルメール | 55        | （Win Marvel）         | 計不        |
| 0000.05.18 | 東京       | ヴィクトリアM      | GI   | 芝1600m（良）  | 17    | 8     | 17    | 002.50（1人）   | 01着 | R1:32.1（33.3）   | -0.0  | 0C.ルメール | 56        | （クイーンズウォーク） | 476         |
| 0000.08.17 | ドーヴィル | ジャックルマロワ賞 | G1   | 芝1600m（BS）  | 10    | 2     | 9     | 002.60（1人）   | 06着 | R1:34.77（33.2）  | -0.54 | 0C.ルメール | 58        | Diego Velazquez        | 計不        |

- 海外の競走の「枠番」欄にはゲート番を記載
- サウジアラビア、オーストラリアのオッズ・人気はRacing Postのもの（日本式のオッズ表記とした）
- 競走成績は2025年8月17日現在
- タイム欄のRはレコード勝ちを示す

## 血統表
| アスコリピチェーノの血統    | アスコリピチェーノの血統                             | アスコリピチェーノの血統        | （血統表の出典）                | （血統表の出典） |
| 父系                        | サンデーサイレンス系/ヘイロー系                      | サンデーサイレンス系/ヘイロー系 | サンデーサイレンス系/ヘイロー系 | [ § 2 ]          |
| 父 ダイワメジャー 2001 栗毛 | 父の父*サンデーサイレンス Sunday Silence 1986 青鹿毛 | Halo                            | Hail to Reason                  | Hail to Reason   |
| 父 ダイワメジャー 2001 栗毛 | 父の父*サンデーサイレンス Sunday Silence 1986 青鹿毛 | Halo                            | Cosmah                          |                  |
| 父 ダイワメジャー 2001 栗毛 | 父の父*サンデーサイレンス Sunday Silence 1986 青鹿毛 | Wishing Well                    | Understanding                   | Understanding    |
| 父 ダイワメジャー 2001 栗毛 | 父の父*サンデーサイレンス Sunday Silence 1986 青鹿毛 | Wishing Well                    | Mountain Flower                 |                  |
| 父 ダイワメジャー 2001 栗毛 | 父の母スカーレットブーケ 1988 栗毛                   | *ノーザンテースト               | Northern Dancer                 | Northern Dancer  |
| 父 ダイワメジャー 2001 栗毛 | 父の母スカーレットブーケ 1988 栗毛                   | *ノーザンテースト               | Lady Victoria                   |                  |
| 父 ダイワメジャー 2001 栗毛 | 父の母スカーレットブーケ 1988 栗毛                   | *スカーレットインク             | Crimson Satan                   | Crimson Satan    |
| 父 ダイワメジャー 2001 栗毛 | 父の母スカーレットブーケ 1988 栗毛                   | *スカーレットインク             | Consentida                      |                  |
| 母 アスコルティ 2011 黒鹿毛 | 母の父Danehill Dancer 1993 鹿毛                      | *デインヒル                     | Danzig                          | Danzig           |
| 母 アスコルティ 2011 黒鹿毛 | 母の父Danehill Dancer 1993 鹿毛                      | *デインヒル                     | Razyana                         |                  |
| 母 アスコルティ 2011 黒鹿毛 | 母の父Danehill Dancer 1993 鹿毛                      | Mira Adonde                     | Sharpen Up                      | Sharpen Up       |
| 母 アスコルティ 2011 黒鹿毛 | 母の父Danehill Dancer 1993 鹿毛                      | Mira Adonde                     | Lettre d'Amour                  |                  |
| 母 アスコルティ 2011 黒鹿毛 | 母の母*リッスン Listen 2005 鹿毛                     | Sadler's Wells                  | Northern Dancer                 | Northern Dancer  |
| 母 アスコルティ 2011 黒鹿毛 | 母の母*リッスン Listen 2005 鹿毛                     | Sadler's Wells                  | Fairy Bridge                    |                  |
| 母 アスコルティ 2011 黒鹿毛 | 母の母*リッスン Listen 2005 鹿毛                     | Brigid                          | Irish River                     | Irish River      |
| 母 アスコルティ 2011 黒鹿毛 | 母の母*リッスン Listen 2005 鹿毛                     | Brigid                          | Luv Luvin'                      |                  |
| 母系(F-No.)                 | (FN:9-b)                                             | (FN:9-b)                        | (FN:9-b)                        | [ § 3 ]          |
| 5代内の近親交配             | Northern Dancer：4×5×4 15.63%                        | Northern Dancer：4×5×4 15.63%   | Northern Dancer：4×5×4 15.63%   | [ § 4 ]          |
| 出典                        | 1. 2. 3. 4.                                          | 1. 2. 3. 4.                     | 1. 2. 3. 4.                     | 1. 2. 3. 4.      |

- 祖母リッスンは2007年のフィリーズマイル勝ち馬。
- 叔母に2015年ローズステークス勝ち馬のタッチングスピーチ。
- そのほかの近親に2008年英2000ギニーなどGI4勝のヘンリーザナビゲーター、2013年愛2000ギニー・BCターフ勝ち馬のマジシャン、2020年JBCレディスクラシック勝ち馬のファッショニスタ。